# Walter Mondale
Walter Frederick „Fritz“ Mondale (5. ledna 1928 Ceylon, Minnesota – 19. dubna 2021 Minneapolis) byl americký politik, člen Demokratické strany, v letech 1964–1976 senátor, mezi lety 1977–1981 42. viceprezident Spojených států v administrativě Jimmyho Cartera a v roce 1984 kandidát demokratů na post prezidenta Spojených států.

## Původ a mládí
Narodil se ve městě Ceylon na jihu Minnesoty jako syn Claribel Hope, učitelky hudby, a metodistického duchovního Theodora Sigvaarda Mondala. Prarodiče Waltera Mondala z otcovy strany byli přistěhovalci z Norska (příjmení Mondale pochází ze slova Mundal, což je město na jihu Norska), kořeny rodiny jeho matky sahají do Skotska a Anglie.
Absolvoval Macalaster College ve hlavním městě Minnesoty Saint Paul a v roce 1951 získal magisterský titul v oboru politických věd na University of Minnesota. Neměl dostatek financí na studium práv, proto narukoval do americké armády a během korejské války sloužil dva roky na vojenské základně Fort Knox ve státě Kentucky. V roce 1955 se oženil s Joan Adamsovou. Díky státní podpoře vystudoval v roce 1956 právnickou fakultu. Advokacií se zabýval do začátku 60. let, kdy vstoupil do politiky.

## Začátek politické dráhy
Do politické činnosti se Mondale zapojil již v roce 1948, kdy pomáhal při volební kampani Huberta Humphreyho. V roce 1960 se Mondale stal v pouhých třiceti dvou letech generálním prokurátorem státu Minnesota.

## Senátor

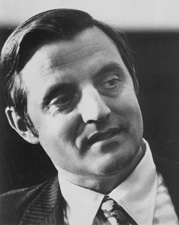
Mondale jako senátor

Dne 30. prosince 1964 byl Mondale tehdejším minnesotským guvernérem Karlem Rolvaagem jmenován senátorem. V Senátu zaujal místo Huberta Humphreyho, který na tento post rezignoval poté, co byl zvolen viceprezidentem (administrativa Lyndona B. Johnsona, 1965–1969). Post senátora Mondale poprvé obhájil ve volbách roku 1966, kdy porazil republikánského kandidáta Roberta A. Forsythea, v roce 1972 pak vyhrál opět.
Jako senátor se Mondale zabýval především ekonomickými a sociálními otázkami. Na rozdíl od svého otce nebyl horlivým zastáncem Rooseveltovy politiky New Dealu a jeho názorová stanoviska tak lze označit spíše jako středová než čistě levicová. Během Johnsonova prezidentského úřadu Mondale podporoval válku ve Vietnamu, názor změnil s nástupem Richarda Nixona do Bílého domu.

## Viceprezident

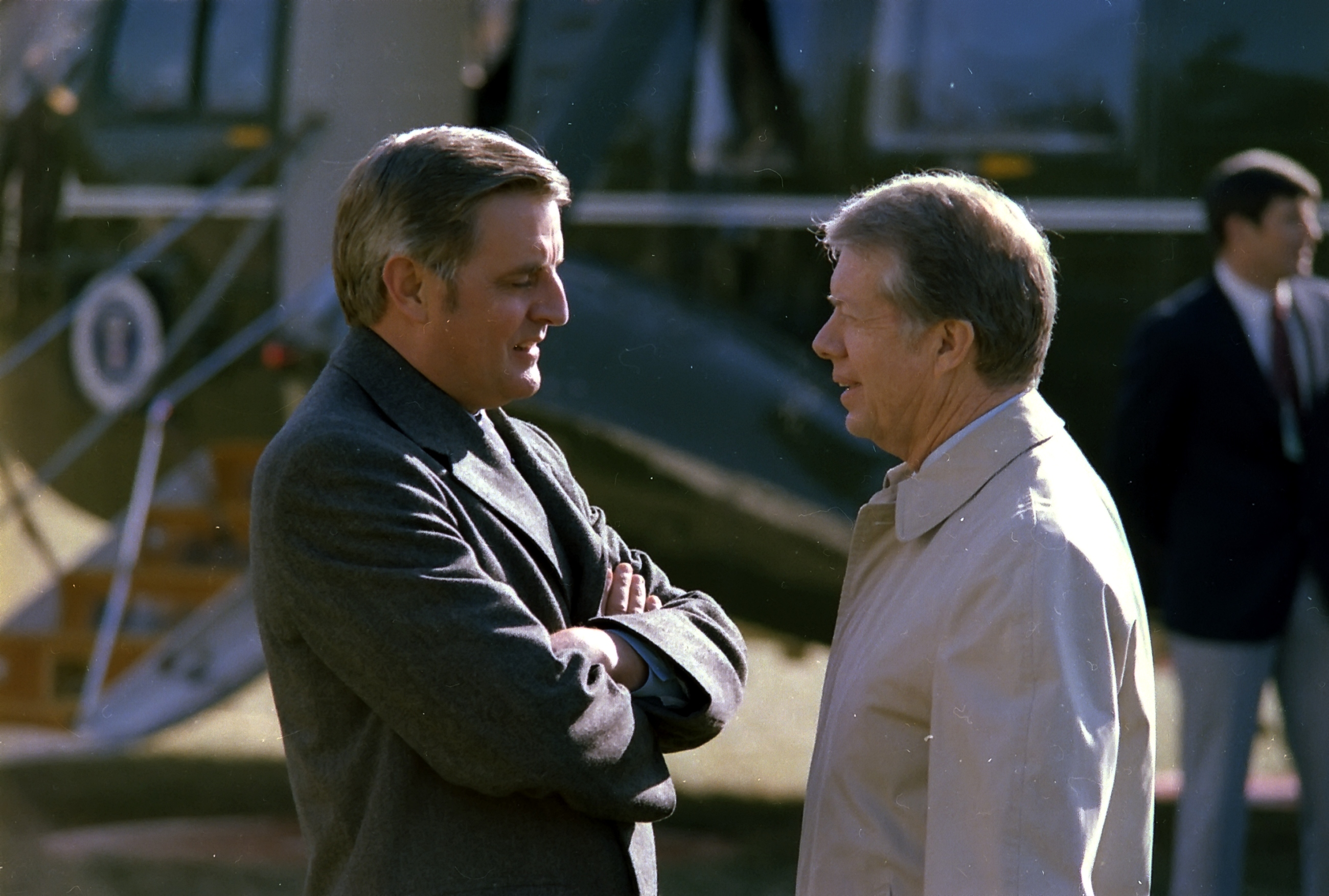
Walter Mondale a Jimmy Carter

V roce 1976 získal nominaci Demokratické strany na post prezidenta Jimmy Carter a jako kandidáta na viceprezidenta si zvolil Waltera Mondala. Jejich tandem porazil v listopadových volbách úřadujícího prezidenta Forda a 20. ledna 1977 nastoupil Mondale do úřadu.
Zatímco ve funkci senátora se Mondale příliš zahraničněpolitickým otázkám nevěnoval, jako viceprezident se na globální problematiku zaměřil mnohem více (zasloužil se např. o vrácení amerických rukojmích z Íránu). Kromě toho Mondale funkci viceprezidenta podstatnou měrou změnil: výrazně rozšířil jeho pravomoce, takže od té doby není viceprezident jen pouhým prezidentovým poradcem, ale účastník na prezidentské správě na plný úvazek a se všemi problémy, které k tomuto úřadu patří. Mondale byl mimo jiné prvním viceprezidentem, jenž měl kancelář přímo v Bílém domě, a který založil tradici pravidelných obědů s prezidentem, která přetrvala do dnešní doby.

## Prohra v roce 1980
Po volbách v roce 1980 ovšem tandem Carter-Mondale v Bílém domě na počátku roku 1981 skončil, neboť byl poražen Ronaldem Reaganem a Georgem Bushem starším. Demokraté uspěli jen v sedmi státech: v Georgii (domovský stát Jimmyho Cartera), na Havaji, v Marylandu, v Minnesotě (domovský stát Waltera Mondala), na Rhode Islandu, v Západní Virginii a v hlavním městě.

## Prezidentská kampaň v roce 1984

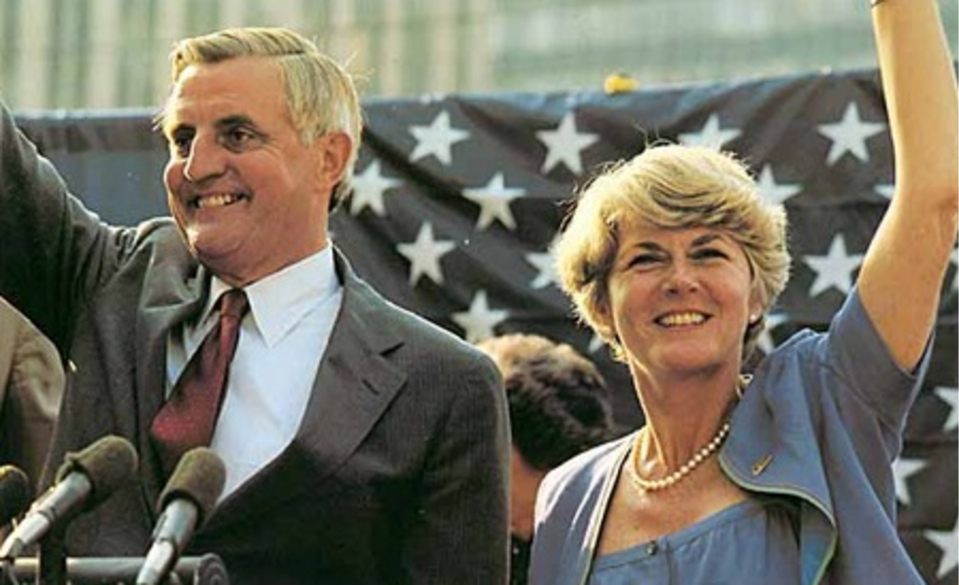
Walter Mondale a Geraldine Ferrarová během prezidentské kampaně v roce 1984

Poté, co v roce 1981 odešel z úřadu viceprezidenta, se krátce vrátil k právnické činnosti (pracoval v prestižní mezinárodní firmě Winston&Strawn v Chicagu). V roce 1984 se zapojil do demokratických primárek, z nichž vyšel jako vítěz (zvítězil tehdy nad svými spolustraníky, černošským aktivistou Jesse Jacksonem a Gary Hartem) a byl tak poslán do volebního klání proti úřadujícímu prezidentovi Ronaldu Reaganovi.
Mondale byl prvním kandidátem na prezidenta v rámci dvou největších politických stran, který si jako viceprezidentku zvolil ženu – byla jí kongresmanka ze státu New York Geraldine Ferrarová.
Ve své liberálně orientované kampani se Mondale s Ferrarovou zaměřili především na hospodářské otázky (ostře kritizovali Reaganovu ekonomickou politiku), na téma postupné redukce jaderných zbraní či otázku rovných práv. Reagan se však tehdy v řadách Američanů těšil vysoké popularitě a tak Mondala drtivě porazil: Mondale získal 41,8 % hlasů voličů a zvítězil pouze ve dvou státech, v rodné Minnesotě a ve Washingtonu, D.C.

## Pozdější kariéra
Po neúspěšné kandidatuře na prezidenta Mondale opět začal pracovat v právním sektoru, nastoupil do firmy Dorsey&Whitney sídlící v Minneapolisu. V letech 1986–1993 působil jako předseda Národního demokratického institutu pro mezinárodní záležitosti.
V roce 1993 jej nově zvolený prezident Bill Clinton jmenoval do prestižní funkce velvyslance USA v Japonsku, kterou zastával do roku 1996.

### Volby do Senátu v roce 2002
V roce 2002, kdy probíhaly volby do Senátu, se o znovuzvolení ucházel demokrat Paul Wellstone z Minnesoty. Jedenáct dní před volbami, 25. října, však tragicky zahynul při letecké nehodě. Na naléhání Wellstonových příbuzných i příznivců se čtyřiasedmdesátiletý Mondale rozhodl, že jej ve volebním klání nahradí. I když volby proti republikánskému starostovi Saint Paulu Normu Colemanovi nakonec prohrál (byť velmi těsně), je tento krok vnímán jako velmi lidské gesto. Po volbách Mondale veřejně prohlásil, že se jednalo o poslední kampaň, do níž se zapojil.

## Osobní život

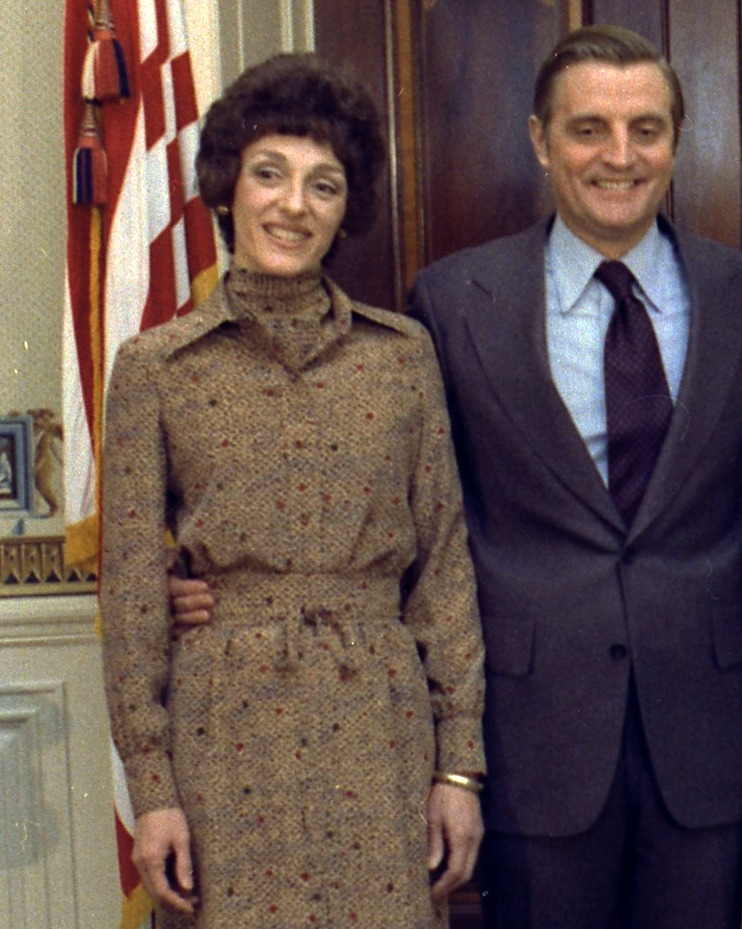
Walter Mondale se svou ženou Joan v roce 1977

Jeho manželka Joan Mondalová, s níž se oženil 27. prosince 1955, byla proslulou mecenáškou umění, za což si u Američanů vysloužila přezdívku Joan of Art. Zemřela v únoru 2014. Z manželství vzešly dvě děti, syn Ted (1957), který usiloval o demokratickou nominaci na guvernéra Minnesoty, a dcera Eleanor, známá televizní celebrita, která v roce 2011 zemřela ve věku 51 let na rakovinu.
Po skončení politické kariéry žil v Minneapolisu, rád rybařil, lyžoval, hrál tenis, četl Shakespeara a historickou literaturu a sledoval Monty Python. Byl stále veřejně činný, pravidelně komentoval politické události (zasazoval se např. o ochranu vodních zdrojů v Minnesotě). V roce 2015 veřejně podpořil Hillary Clintonovou v její kandidatuře na prezidentku Spojených států v roce 2016.